# STYLE (LUNA SEA專輯)
《STYLE》是由日本樂團月之海所發行的第5張錄音專輯，為月之海首次於發行當週登上Oricon專輯榜第一名的作品。

## 專輯名稱
- 本專輯的命名由J所提議：「我認為屬於我們曲風的多樣性，也就是我們樂團的風格（STYLE）」。
- 起初由SUGIZO提案以〈G.〉作為專輯的開頭曲，但由於未獲得其他成員同意而作罷。

## 曲目
全作詞･作曲･編曲:LUNA SEA
1. WITH LOVE

原曲：SUGIZO
2. G.

原曲：J
3. HURT

原曲：J
4. RA-SE-N
原曲：J。曲名為螺旋之意。
5. LUV U

原曲：INORAN。為收錄於單曲〈DESIRE〉的B面歌曲，與單曲版的編曲稍有不同。
6. FOREVER & EVER

原曲和歌詞均為J所編寫，為一首長度超過十分鐘的抒情作品。
7. 1999
原曲：SUGIZO
8. END OF SORROW
原曲：SUGIZO。第七張單曲。
9. DESIRE
原曲：SUGIZO。第六張單曲。
10. IN SILENCE
原曲：SUGIZO。
 第八張單曲，作為當時電視劇『Chicago Hope』的主題曲。
11. SELVES

原曲：INORAN。吉他部分的錄音在洗手間內完成。